# Брюс Раунер
Брюс Вінсент Ра́унер (англ. Bruce Vincent Rauner; нар. 18 лютого 1957, Чикаго, Іллінойс) — американський бізнесмен і політик-республіканець, губернатор штату Іллінойс з січня 2015 року по січень 2019.
З відзнакою отримав спеціальність у галузі економіки у Дартмутському коледжі, пізніше отримав ступінь магістра ділового адміністрування у Гарвардському університеті. Був головою приватної інвестиційної компанії GTCR, де він працював протягом більш ніж 30 років, починаючи з 1981 після закінчення Гарварду. Після відходу з GTCR, Раунер заснував R8 Capital Partners. Крім того, він очолював громадську організацію Choose Chicago, яка служить туристичним бюро міста, а також Фонд державного утворення Чикаго. Раунер також головував у Комітеті з освіти Комерційного клубу Чикаго.